# Dolloidraco longedorsalis
Dolloidraco longedorsalis (Roule, 1913) è una specie di pesce attinopterigo della famiglia degli Artedidraconidi. Unica specie conosciuta del suo genere, è nativa dell'Oceano Australe lungo la piattaforma continentale dell'Antartide.

## Tassonomia
Dolloidraco longedorsalis venne descritto formalmente per la prima volta insieme al suo genere nel 1913 dallo zoologo francese Louis Roule (il genere Dolloidraco risultò quindi essere monospecifico), basandosi su un tipo nomenclaturale raccolto durante la Prima spedizione Charcot nel 1904, capitanata da Jean-Baptiste Charcot, al largo della baia Margherita e dell'isola Jenny nella Penisola Antartica. Il nome è un composto di Dollo, in onore del paleontologo belga Louis Dollo, che pubblicò molti articoli circa i pesci antartici (classificandone anche alcuni, come Gerlachea australis), con draco, in riferimento al genere della stessa famiglia Artedidraco. Il nome specifico è formato da longi, che significa "lungo", e dorsalis, ovvero "dorsale": Roule non diede alcuna motivazione su questa nominazione ma potrebbe essere un'allusione all'alta, ma non lunga, pinna dorsale di questo genere in confronto agli Artedidraco.

## Descrizione
La prima pinna dorsale dei Dolloidraco contiene 3-4 raggi spinosi ed è collocata sopra l'opercolo; la seconda pinna dorsale possiede dai 22 ai 25 raggi molli, mentre la pinna anale 14-16. La pinna caudale ha 8-10 raggi ramificati e la pinna pettorale presenta 16-18 raggi palmati. La testa ha una larghezza grande all'incirca quanto la sua lunghezza e le creste post-temporali sono poco sviluppate. Il muso è più corto del diametro dell'occhio e lo spazio tra le cavità oculari è abbastanza ristretta. Il barbiglio presente sul mento, caratteristico degli artedidraconici, è conico o allargato verso la punta. La linea laterale superiore mostra scaglie tubolari al termine della testa e lungo la pinna caudale normalmente ha scaglie a forma di disco, come quelle presenti su tutta la linea laterale mediana. Questa specie può raggiungere una lunghezza massima di 13,7 centimetri.

## Distribuzione, habitat e biologia
Gli esemplari di questo genere sono trovabili nell'Oceano Australe, dove sono stati riscontrati nel Mare di Weddell, nella Terra di Graham, nella Terra della Regina Maria e a sud della Terra Vittoria. Sono pesci demersali che abitano a profondità comprese tra i 203 e i 1145 metri sulla battigia e piattaforma continentale. La loro dieta è dominata da policheti, sia erranti che sedentari, con anfipodi gammaridei ed isopodi. Si cibano anche di calanoidi, cumacei e crostacei dell'ordine Mysida, ma non costituiscono una parte importante della loro alimentazione.